# Jiří Klíma
Jiří Klíma (5 gennaio 1997) è un calciatore ceco, attaccante dello Slovácko in prestito dal Baník Ostrava.

## Carriera

### Club
Cresciuto nel settore giovanile del Vysočina Jihlava, ha esordito in prima squadra il 14 maggio 2016, disputando l'incontro di 1. liga perso per 5-0 contro lo Sparta Praga.

### Nazionale
Ha rappresentato le nazionali giovanili ceche.

## Statistiche

### Presenze e reti nei club
Statistiche aggiornate al 20 luglio 2022.
| Stagione                | Squadra                 | Campionato              | Campionato | Campionato | Coppe nazionali | Coppe nazionali | Coppe nazionali | Coppe continentali | Coppe continentali | Coppe continentali | Altre coppe | Altre coppe | Altre coppe | Totale | Totale |
| Stagione                | Squadra                 | Comp                    | Pres       | Reti       | Comp            | Pres            | Reti            | Comp               | Pres               | Reti               | Comp        | Pres        | Reti        | Pres   | Reti   |
| ----------------------- | ----------------------- | ----------------------- | ---------- | ---------- | --------------- | --------------- | --------------- | ------------------ | ------------------ | ------------------ | ----------- | ----------- | ----------- | ------ | ------ |
| 2015-2016               | Vysočina Jihlava        | 1L                      | 1          | 0          | CRC             | -               | -               |                    | -                  | -                  |             | -           | -           | 1      | 0      |
| 2016-2017               | Znojmo                  | FNL                     | 25         | 6          | CRC             | 1               | 0               |                    | -                  | -                  |             | -           | -           | 26     | 6      |
| 2017-2018               | Vysočina Jihlava        | 1L                      | 19         | 1          | CRC             | 3               | 0               |                    | -                  | -                  |             | -           | -           | 22     | 1      |
| 2018-2019               | Vysočina Jihlava        | FNL                     | 27+2       | 8+1        | CRC             | 2               | 2               |                    | -                  | -                  |             | -           | -           | 31     | 11     |
| Totale Vysočina Jihlava | Totale Vysočina Jihlava | Totale Vysočina Jihlava | 46+2       | 9+1        |                 | 5               | 2               |                    | -                  | -                  |             | -           | -           | 53     | 12     |
| 2019-2020               | Mladá Boleslav          | 1L                      | 27+5       | 5+2        | CRC             | 2               | 0               | UEL                | 1                  | 0                  |             | -           | -           | 35     | 7      |
| 2020-2021               | Mladá Boleslav          | 1L                      | 19         | 7          | CRC             | 1               | 0               |                    | -                  | -                  |             | -           | -           | 20     | 7      |
| Totale Mladá Boleslav   | Totale Mladá Boleslav   | Totale Mladá Boleslav   | 46+5       | 12+2       |                 | 3               | 0               |                    | 1                  | 0                  |             | -           | -           | 55     | 14     |
| 2021-2022               | Baník Ostrava           | 1L                      | 28+5       | 7+1        | CRC             | 2               | 1               |                    | -                  | -                  |             | -           | -           | 35     | 9      |
| Totale carriera         | Totale carriera         | Totale carriera         | 157        | 37         |                 | 11              | 3               |                    | 1                  | 0                  |             | -           | -           | 169    | 40     |